# هتل پیاده‌رو
هتل پیاده‌رو نام یک مجموعه تلویزیونی ایرانی به کارگردانی «بهمن زرین‌پور» است که در نوروز ۱۳۷۸ از شبکه ۱ سیمای جمهوری اسلامی ایران پخش گردید.
این مجموعه تلویزیونی به صورت روزانه، تصویربرداری و تهیه و همان شب پخش می‌شد.

## خلاصه داستان
«آقای ابوسعیدی» (با بازی محمود پاک‌نیت) هتلی در جزیره کیش خریده است، اما این هتل رونق چندانی ندارد؛ چرا که در مجاورت آن رستورانی باصفا و صمیمی و ارزان‌قیمت به نام «هتل پیاده‌رو» وجود دارد که مشتریان را بخود جلب می‌کند. در واقع مشتریان هتل فقط از آن به عنوان محلی جهتِ خواب‌شبانه استفاده می‌کنند و صبحانه و نهار و شام خود را در «هتل پیاده‌رو» صرف می‌کنند که گردانندگان آن، «خانم‌جان» (با بازی مینا جعفرزاده)، «بایرام» (با بازی اکبر عبدی) و «سیروس» (با بازی مصطفی راد) هستند. آقای ابوسعیدی اما، نمی‌تواند حضور چنین رقیبی را تحمل کند و تصمیم دارد به هر طریق شده، آن‌ها را از سر راه بردارد...

## بازیگران و عوامل تولید

### بازیگران
- اکبر عبدی
- مینا بویوک جعفرزاده
- علیرضا خمسه
- اکبر رحمتی
- محمود پاک‌نیت
- محمود بهرامی
- عزت‌الله مهرآوران
- مصطفی راد
- سحر طلوعی
- محمد مژدهی
- بهرام علیان
- زری برومند
- حسین چنگی
- علی‌اکبر توکلی
- شهریار حکیم‌زاده
- حسین اسکندری
- خندان مستوفی
- محمود آوینی

### عوامل تولید
- کارگردان : بهمن زرین‌پور
- دستیار اول کارگردان و منشی صحنه: کتایون صادقی
- نویسنده: مهدی مقدم
- تصویردار: مهرداد فخیمی
- طراح لباس و صحنه‌آرا: شهین نجف‌زاده
- طراح چهره‌پردازی: عبدالله اسکندری
- چهره‌پردازان: عاطفه رضوی، کامران خلج
- طراح نور: رضا شیخی
- تدوین: حسین غضنفری
- موسیقی: جهانسوز فولادی
- صدابرداران: اصغر شاه‌وردی، ناصر انتظاری، محمد کتیرایی
- صداگذاری: جهانسوز فولادی، حسین مهدوی
- تهیه کننده‌گان: بهروز خوش‌رزم، شهرزاد مهدوی
- برنامه ریز: مانفرت اسماعیلی
- طراحی عنوان‌بندی: فرزاد آذری‌پور، طاهره حسینی
- مدیر تدارکات: رضا نوروزی
- مدیر تولید  :   بهادر اسدی
- تعداد قسمت‌ها: ۱۳ قسمت (هر قسمت ۵۰ دقیقه)
- محصول: گروه فیلم و مجموعه تلویزیونی شبکه ۱
- سال تولید و پخش: نوروز ۱۳۷۸